# Hudsonia tomentosa
Hudsonia tomentosa là một loài thực vật có hoa trong họ Nham mân khôi. Loài này được Nutt. mô tả khoa học đầu tiên năm 1818.

## Hình ảnh

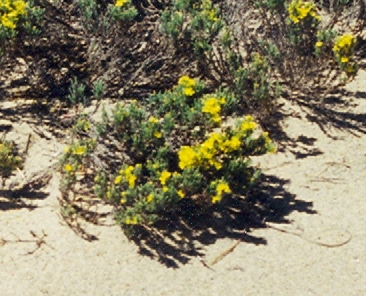
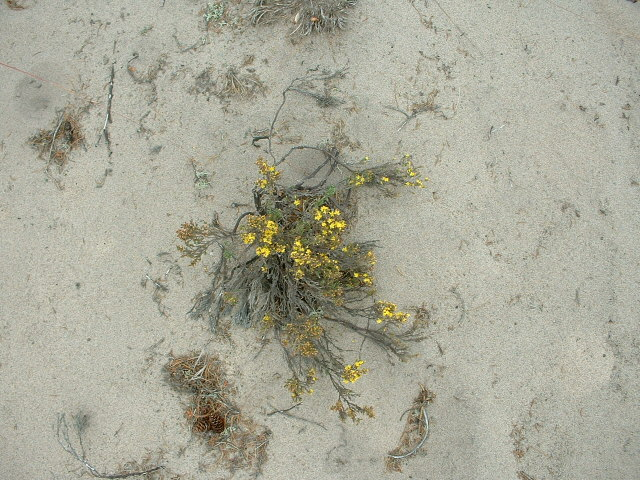
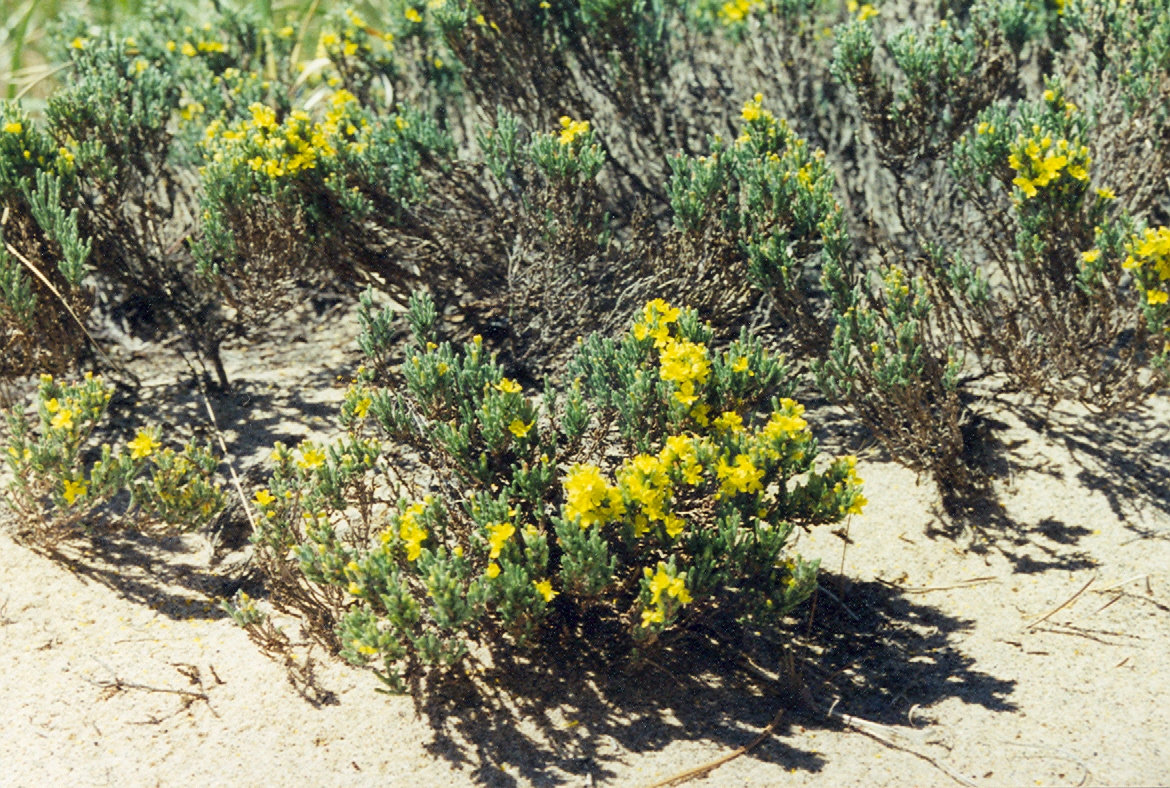
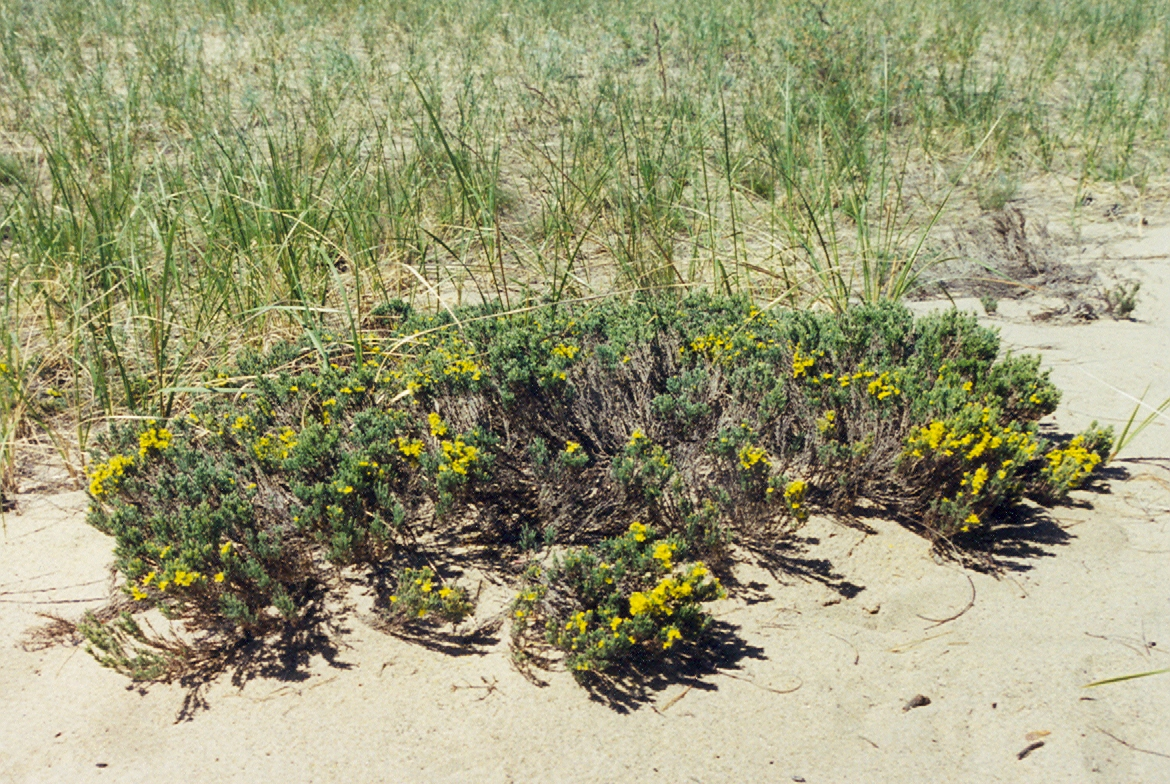